# بلغرن
بلغرن (بالألمانية: Belgern) هي قرية تقع في ألمانيا في Belgern-Schildau. يقدر عدد سكانها بـ 4,735 نسمة .